# Korporacija IRKUT
Korporacija IRKUT, (rusky Корпорация ИРКУТ, angl. IRKUT Corporation) je ruské, původně sovětské, sdružení podniků, zabývající se konstrukcí, výrobou a prodejem letadel a technickou podporou jejich uživatelů. Zahrnuje v sobě řadu podniků, jako jsou konstrukční kancelář Jakovlev, Irkutský letecký závod, Leteckou společnost Berijev, společnost BETA AIR a další.

## Historie
Roku 1934 po dvouleté výstavbě zahájil výrobu letecký závod v Irkutsku, zprvu jako Závod č. 125, později č. 39, od roku 1963 Irkutský strojírenský závod, od roku 1975 Irkutský letecký závod. Postupně vyráběl dvě desítky typů letadel – I-14, SB, Pe-2, Pe-3, Il-6, P-2, Tu-2, Tu-14, Il-28, An-12, Jak-28, An-24, MiG-23, MiG-27, Su-27, Su-30, Be-200, Jak-130. Roku 1989 byl opět přejmenován a po třech letech se stal akciovou společností. Roku 2002 byl závod reorganizován ve Vědecko-výrobní korporaci Irkut, do níž bylo roku 2004 začleněno i OKB Jakovleva. Akcie společnosti byly poprvé veřejně obchodovány v roce 2004, což bylo poprvé v historii ruského vojenského a leteckého průmyslu. Koncem roku 2006 se stala částí Sjednocené letecké korporace (OAK)

## Výrobní program
Nosným výrobním programem společnosti je rodina bojových letounů Suchoj Su-30, obojživelné letouny Berijev Be-200 a vojenské výcvikové stroje Jakovlev Jak-130. Společnost vyvíjí a připravuje do výroby nové dopravní letadlo pro střední tratě MS-21. . Společnost rovněž usiluje o převzetí prodeje regionálních letounů Antonov An-148. 